# Giuseppe Palizzi
Pour les articles homonymes, voir Palizzi (homonymie).
 (juillet 2015).

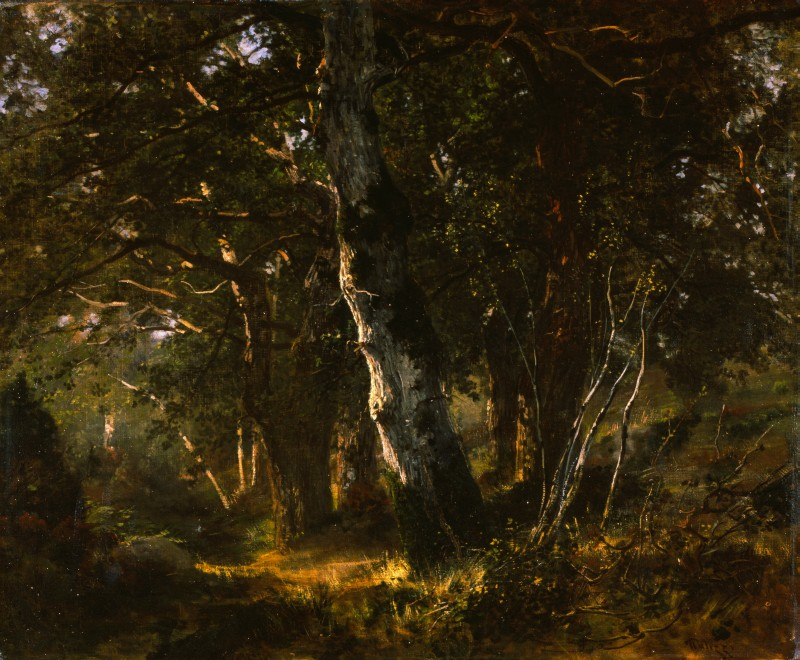
Forêt de Fontainebleau (vers 1886), Milan, Fondation Cariplo.

Giuseppe Palizzi, francisé Joseph Palizzi, né le 12 mars 1812 à Lanciano (Italie), et mort le 1er janvier 1888 à Paris, est un artiste peintre italien. Ses frères Filippo, Nicola et Francesco Paolo sont également peintres.

## Biographie
Aîné de sa fratrie, Giuseppe Palizzi fréquente l'Académie des beaux-arts de Naples sous la direction d'Anton Sminck Pitloo et ensuite de Gabriele Smargiassi. En 1837, il s'établit à Naples en compagnie de son frère Filippo. En 1839 et 1841, il expose à la Biennale Borbonica des paysages historiques dans un style romantique. C'est un excellent peintre paysagiste romantique et animalier, proche de l'école du Pausilippe.

### Séjour en France
En 1844, il vient s'établir en France et entre en contact avec Corot et Courbet. Exposant dès l'année suivante au Salon, il retourne à Naples en 1854, 1859 et 1866.
Avec Alberto Pasini, c'est l'un des premiers peintres italiens à peindre dans la forêt de Fontainebleau. Il se lie d'amitié avec Jean-François Millet (1814-1875), Narcisse Díaz de la Peña (1807-1876), Théodore Rousseau (1812-1867), et Charles Jacque (1813-1894), peintres de l'École de Barbizon.
Il invite ses frères à venir le rejoindre en France. Filippo et Nicola répondent à l'invitation; Francesco Paolo (it) reste à Naples, bientôt suivi par Nicola.
C'est à Grez-sur-Loing, vers la fin des années 1860, que Giuseppe Palizzi signe un bail de dix années avec l'aubergiste Chevillon pour une autorisation de construire un cabanon-atelier sur le terrain de boules de l'auberge. L'atelier est la plupart du temps occupé par son frère Filippo. Giuseppe s'installe  à Marlotte, au « Bocage », no 2 rue Palizzi, puis au no 100 de l'actuelle rue Gambetta, dans ce qui sera la « villa Palizzi ». Les deux frères sont surnommés « les peintres des ânes et des chèvres », car ils en glissent dans tous leurs tableaux, et Filippo réalisait le portrait de ses petites amies accompagnées d'une chèvre. Dévalisée, elle est démolie à la fin XIXe siècle,.
Les trois frères Filippo, Nicola et Giuseppe Palizzi se retrouvent à la « Gobba », petit atelier construit par Giuseppe, avec l'autorisation de l'administration forestière sur le terrain des Ventes à la Reine, sur la route de la Gorge aux Loups, à proximité de la mare aux Fées où, dans ses Souvenirs, Dominique Isengrain affirme que « les séances de pose y étaient plus langoureuses que laborieuses, que les soirées y étaient torrides et avinées, que les rires et les cris, et les chansons napolitaines et paillardes s'entendaient de loin ».
Parmi les invités à la Gobba, Georges Gassies (1829-1918) se souvient qu'il s'y trouvaient  Charles-Olivier de Penne (1831-1897) et le marchand de tableaux Louis Adolphe Beugniet (1821-1893) accompagné de son fils.
Giuseppe et Filippo partageaient volontiers leur bourse, mais également leur signature, pour la bonne raison que Giuseppe était plus côté en France et Filippo en Italie.
Dans les années 1870, Giuseppe Palizzi abandonne le style romantique. La guerre franco-prussienne, la mort de Nicola (1820-1870), puis le départ de son frère Francesco Paolo pour Naples, puis sa mort quelque temps après, marquent pour Palizzi un changement dans sa vie et son travail.
Mort à Paris le 1er janvier 1888, il est inhumé au cimetière du Père-Lachaise (53e division), après une cérémonie religieuse à l'église de la Sainte-Trinité de Paris le 3 janvier 1888, dont le deuil est conduit par son frère Filippo. Giuseppe étant le seul à être resté en France, la villa Palizzi à Marlotte fut ensuite vendue aux enchères par le notaire de Montigny. Après la mort de Giuseppe, c'est le peintre Octave Saunier (1842-1889), qui loua l'année suivante l'atelier  la Gobba, avant sa disparition et la démolition du cabanon.
Giuseppe Palizzi a occupé des ateliers à Paris au no 14 de la rue Neuve-Fontaine-Saint-Georges (devenue rue Fromentin); dans la rue d'Amsterdam; au no 69 du  boulevard de Clichy et au village de Passy.

## Collections publiques
En France
- Autun, musée Rolin : La Vallée de Chevreuse, 1849, huile sur toile[8]
- Carcassonne, musée des beaux-arts : Intérieur de bergerie, 1886, huile sur toile Intérieur de bergerie Musée des beaux-arts de Carcassonne

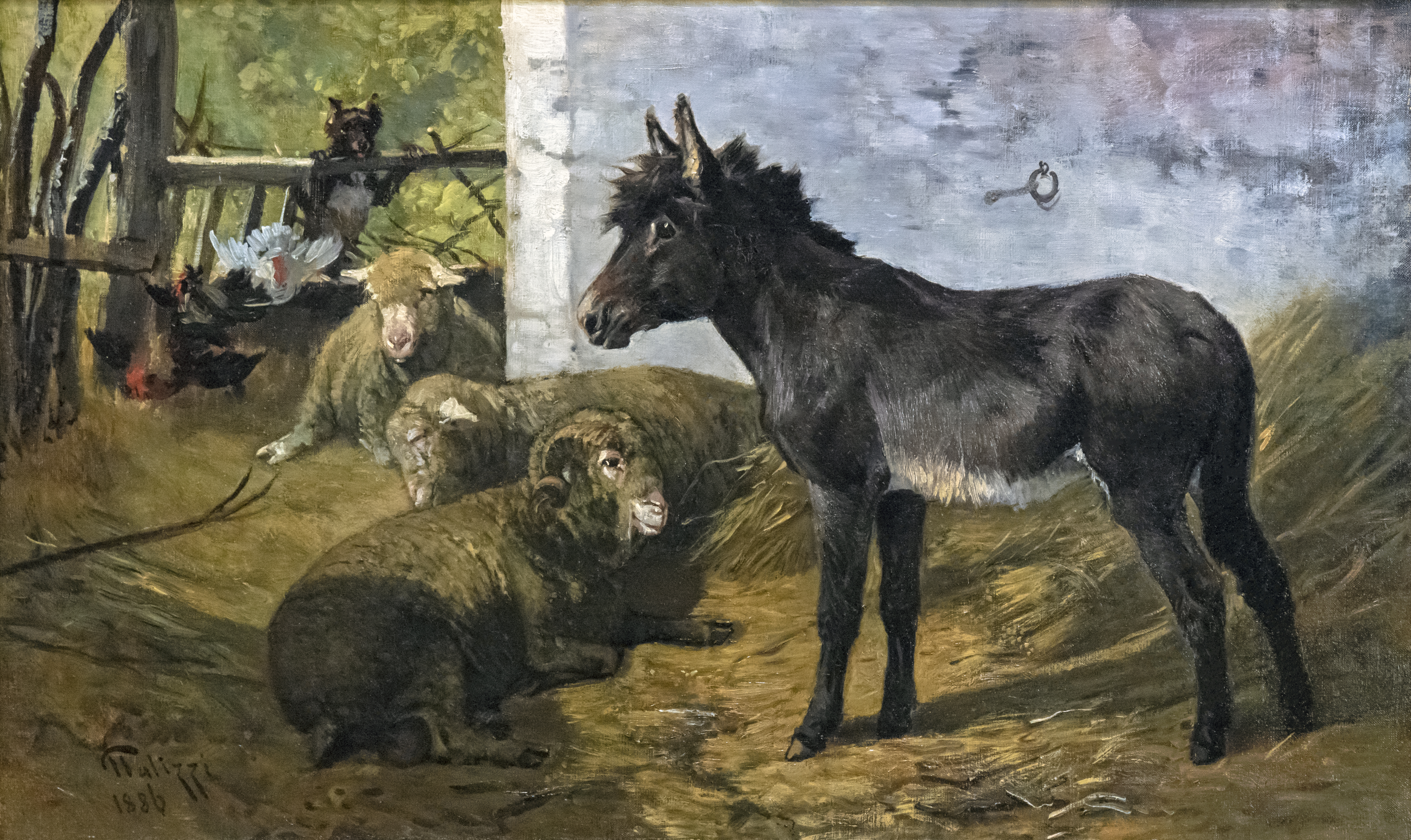
Intérieur de bergerie Musée des beaux-arts de Carcassonne

- Compiègne, musée Antoine Vivenel :
  - Trois Béliers mérinos de la bergerie de Rambouillet, 1857, huile sur toile[9]
  - Béliers, 1857, huile sur toile[10]
  - Moutons et brebis, 1857, huile sur toile[11]
- Dijon, musée des beaux-arts : L'Averse, huile sur toile[12]
- Langres, musée d'art et d'histoire : Le Retour de la foire, 1850, huile sur toile
- Limoges, préfecture : Deux moutons sur la pente d'une colline[13]
- Moulineaux, château du Rouvray : 
  - Départ pour la Chasse, huile sur toile
  - Chasse à courre, huile sur toile
  - Retour de la chasse, huile sur toile
- Paris, musée d'Orsay :
  - Béliers, 1852, huile sur toile[14]
  - Le Printemps, vers 1852, huile sur toile[12]
- Rouen, musée des beaux-arts : La Traite des veaux dans la vallée de la Touque, 1859, huile sur toile[15]

En Italie
- Naples, Galerie de l'Académie des beaux-art : Bûcheron en forêt de Fontainebleau, huile sur toile
- Naples, musée national de Capodimonte : Paysage avec maison rustique, 1841, huile sur toile
- Naples, museo Principe Diego Aragona Pignatelli Cortés di Napoli
- Rome Galerie nationale d'art moderne et contemporain : Vue de Fontainebleau, huile sur toile

## Illustrations
- L'Illustration du 22 janvier 1859, illustration d'un article sur le domaine de Rambouillet

## Salons
- 1845 : Paysage historique
- 1848 : il obtient une médaille de deuxième classe
- 1849 : La Vallée de Chevreuse
- 1874 : La Forêt
- 1880
- Salon des artistes français :
  - 1881
  - 1882 : Entrée de clairière
  - 1888 : Intérieur de bergerie
  - 1887 : Le Lancer d'un relais de chien

## Expositions
- Exposition universelle de 1855 à Paris
- 1913 : Petits maîtres du XIXe siècle, Paris, galerie Georges Petit : Troupeau à l'abreuvoir (1861)

## Distinctions
- Chevalier de la Légion d'honneur en 1859
- Commandant de l'ordre de la Couronne d'Italie
- Officier de l'ordre des Saints-Maurice-et-Lazare en 1862

## Réception critique
- Dans son Journal, en date du 8 juillet 1863, Edmond de Goncourt écrit : « Je vois chez Palizzi des aquarelles de lui, très lumineuses, très violentes, très brillantes. Il me dit leur donner leur dernier éclat avec des couleurs chinoises, dont il a une boîte, qui donnent à tous ses tons comme un glacis de fraîcheur et de richesse, inconnu à nos couleurs d'Europe. »
- Suzanne Vaillant-Saunier écrit ses Souvenirs : « Giuseppe Palizzi avait laissé des peintures humoristiques dans la salle-à-manger de l'auberge Chevillon à Grez, à la suite d'un long séjour en 1865 pour rétablir sa santé. Il fut si bien soigné qu'il se remit très vite et il dit à Madame Chevillon : « Mon premier tableau sera pour vous, je vais vous peindre une enseigne ! ». Cette enseigne est restée célèbre, elle représentait une table bien servie avec un cochon qui s'en fourre jusque-là tant la cuisine est bonne. »
- Robert-Louis Stevenson : « Palizzi faisait la loi à Grez, une loi urbaine, supérieure, sa mémoire était riche en anecdotes, sur les grands hommes d'autrefois, son esprit fertile en théories; sceptique, calme et d'aspect vénérable; et ce pendant, sous ces dehors, tout agité de superstition italienne, son œil recherchant des présages, et l'ensemble de ses manières concourant à lui donner l'apparence d'un bossu »[16]
- Louis Lagrange : « Chez Monsieur Palizzi, un grand sentiment du paysage et une véritable puissance de coloriste. »[16]

## Sources
- Ressources de la BnF

### Iconographie
- Félix Nadar, Portrait de Palizzi, vers  1859, épreuve sur papier salé, Paris, musée d'Orsay